# بوچو
بوچو (به مجاری:  Bucsu) یک شهرداری در مجارستان است که در واش واقع شده‌است. بوچو ۱۶٫۵۴ کیلومتر مربع مساحت و ۵۹۴ نفر جمعیت دارد.